# Кургазацька печера
Кургазацька печера, Кургазак (рос. Кургазакская) — печера в Челябінській області Росії, на Південному Уралі. Печера горизонтального типу простягання. Загальна протяжність — 357 м. Глибина печери становить 18 м. Категорія складності проходження ходів печери — 1. Печера відома з XVIII століття.